# USS McDougal (DD-358)
USS McDougal (DD-358/AG-126) là một tàu khu trục lớp Porter được Hải quân Hoa Kỳ chế tạo vào giữa những năm 1930. McDougal đã phục vụ trong Chiến tranh Thế giới thứ hai cho đến khi xung đột kết thúc, được cải biến thành một tàu phụ trợ AG-126, được cho ngừng hoạt động năm 1946 và bị bán để tháo dỡ năm 1949. Nó là chiếc tàu chiến thứ hai của Hải quân Hoa Kỳ được đặt tên theo Chuẩn đô đốc David Stockton McDougal (1809-1882).

## Thiết kế và chế tạo
McDougal được đặt lườn vào ngày 18 tháng 12 năm 1933 tại xưởng tàu của hãng New York Shipbuilding Corporation ở Camden, New Jersey. Nó được hạ thủy vào ngày 17 tháng 7 năm 1936, được đỡ đầu bởi cô Caroline McDougal Neilson; và được cho nhập biên chế vào ngày 23 tháng 12 năm 1936 dưới quyền chỉ huy của Hạm trưởng, Trung tá Hải quân Robert C. Starkey.

## Lịch sử hoạt động
Sau chuyến đi chạy thử máy, McDougal hoạt động trực tiếp dưới quyền Văn phòng Ban Tác chiến Hải quân cho đến giữa năm 1937, khi nó lên đường đi sang khu vực Thái Bình Dương để phục vụ cùng Lực lượng Tuần tiễu, và sau đó là cùng Lực lượng Chiến trận. Hoạt động ngoài khơi San Diego, California, nó phục vụ như là soái hạm của Hải đội Khu trục 9. Là một soái hạm khu trục được vũ trang mạnh, nó tham gia các chuyến đi thực tập cùng các cuộc tập trận hạm đội tại khu vực Đông Thái Bình Dương và vùng biển Caribe.
McDougal cùng với đội của nó quay trở lại khu vực Đại Tây Dương vào mùa Xuân năm 1941 để hoạt động dọc theo bờ Đông. Từ ngày 5 đến ngày 7 tháng 8, nó hộ tống tàu tuần dương hạng nặng Augusta đưa Tổng thống Franklin D. Roosevelt đi đến vịnh Placentia, Newfoundland, nơi từ ngày 9 đến ngày 12 tháng 8, ông gặp gỡ Thủ tướng Winston Churchill lần đầu tiên để bàn luận về mối đe dọa của phe Trục cũng như những "nguyên tắc chung" về hòa bình trong thế giới sau chiến tranh. Vào ngày 10 tháng 8, McDougal đưa Tổng thống Roosevelt đi đến thiết giáp hạm HMS Prince of Wales và quay về trong cuộc gặp gỡ duy nhất của hai nhà lãnh đạo trên chiếc thiết giáp hạm. Tổng thống và Thủ tướng đã hoàn tất những nguyên tắc trong bản tuyên bố gồm tám điểm, thể hiện trong Hiến chương Đại Tây Dương vào ngày 12 tháng 8. Cuối ngày hôm đó, các tàu chiến Anh và Hoa Kỳ đều rời khỏi Argentia; McDougal hộ tống cho Augusta đi đến bờ biển Maine vào ngày 14 tháng 8 trước khi tiếp nối hoạt động dọc theo vùng bờ Đông.

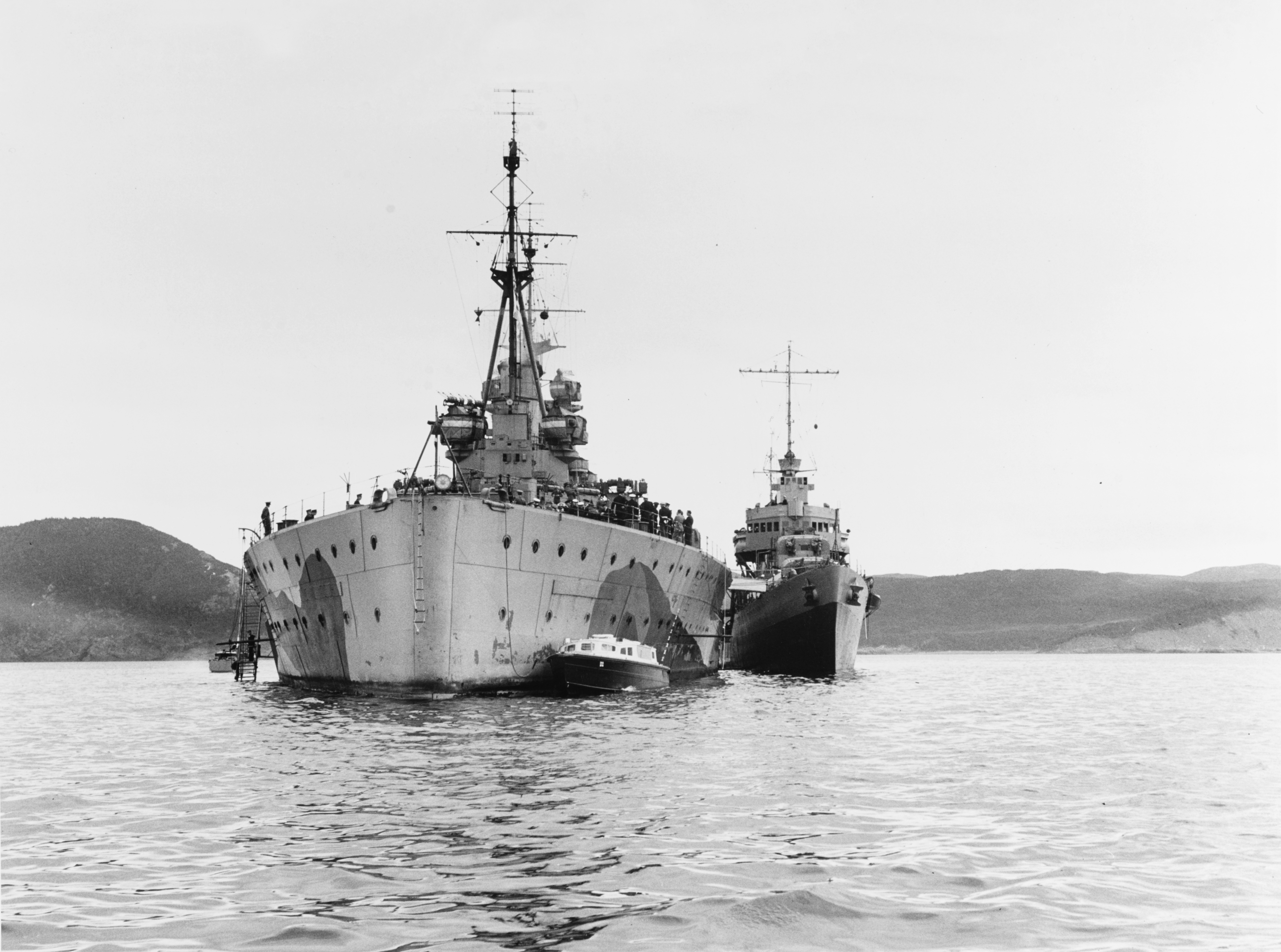
USS McDougal đang cặp theo thiết giáp hạm để đưa Tổng thống Franklin D. Roosevelt tham dự cuộc gặp gỡ Hiến chương Đại Tây Dương với Thủ tướng Winston Churchill.

Được phân công nhiệm vụ hộ tống vận tải tại khu vực Nam Đại Tây Dương, McDougal khởi hành đi Cape Town, Nam Phi từ vùng biển Caribe vào đầu tháng 12. Nó nhận được tin tức về việc Đế quốc Nhật Bản tấn công Trân Châu Cảng đang khi chống chọi với sóng gió ngoài khơi mũi Hảo Vọng. Nó quay trở về Trinidad vào ngày 30 tháng 12, rồi lên đường làm nhiệm vụ tuần tra ngoài khơi bờ biển Nam Mỹ vào ngày 18 tháng 1 năm 1942. Trong nhiều tháng tiếp theo, nó thực hiện tuần tra và hộ tống các đoàn tàu vận tải đi lại giữa Brazil và các cảng Caribe; và sau khi được đại tu tại Charleston, South Carolina trong tháng 7 và tháng 8, nó đi ngang các cảng Caribe để đến kênh đào Panama, đến nơi vào ngày 31 tháng 8.
Được phân về Lực lượng Đông Nam Thái Bình Dương, McDougal bắt đầu tuần tra dọc theo bờ biển Thái Bình Dương của các nước châu Mỹ La Tinh từ ngày 7 tháng 9. Trong hai năm tiếp theo, nó hoạt động ngoài khơi Balboa, Panama, về phía Bắc đến Nicaragua và về phía Nam đến tận eo biển Magellan; tuần tra về phía Tây đến các quần đảo Galápagos và Juan Fernández cũng như ghé qua các cảng Ecuador, Peru và Chile. Nó quay trở về New York vào ngày 4 tháng 9 năm 1944. Tiếp tục nhiệm vụ hộ tống vận tải vào ngày 12 tháng 9 năm 1944, nó khởi hành đi Anh Quốc hộ tống cho Đoàn tàu CU-39. Trong sáu tháng tiếp theo, nó thực hiện bốn chuyến đi khứ hồi giữa New York và các cảng Anh, và sau khi về đến New York vào ngày 5 tháng 3 năm 1945 cùng các con tàu thuộc Đoàn tàu UC-57, nó đi đến Charleston để đại tu.
McDougal đi đến vịnh Casco từ ngày 11 đến ngày 15 tháng 9, và bắt đầu hoạt động hỗ trợ cùng Lực lượng Phát triển Chiến thuật (Lực lượng Đặc nhiệm 69) Hạm đội Đại Tây Dương. Được xếp lại lớp như một tàu phụ trợ với ký hiệu lườn AG-126 vào ngày 17 tháng 9, nó tiến hành các hoạt động thử nghiệm nhằm giúp phát triển chiến thuật tác xạ và radar. Nhiệm vụ trong thời gian còn lại của năm 1945 đưa nó đến Boston, Newport và Norfolk. Nó đi đến Boston vào ngày 15 tháng 12, rồi tiếp tục các hoạt động ngoài khơi Norfolk từ ngày 29 tháng 3 năm 1946. Nó đi đến New York vào ngày 15-16 tháng 6, và được cho xuất biên chế tại Tompkinsville, đảo Staten vào ngày 24 tháng 6 năm 1946.
Được phân nhiệm vụ như một tàu huấn luyện của Hải quân Dự bị Hoa Kỳ, McDougal được cho hoạt động trở lại vào ngày 13 tháng 1 năm 1947, và phục vụ dưới quyền chỉ huy của Quân khu Hải quân 3 trong khi đặt căn cứ tại Brooklyn. Nó được cho ngừng hoạt động vào ngày 8 tháng 3 năm 1949 và bị bán cho hãng H. H. Buncher Company tại Pittsburgh, Pennsylvania vào ngày 2 tháng 8 để tháo dỡ. Tên nó được cho rút khỏi danh sách Đăng bạ Hải quân vào ngày 15 tháng 8 năm 1949.